# Lamborghini Murciélago
Lamborghini Murciélago er en to sædet sportsvogn fra Lamborghini. Bilen afløste i 2001 diablo modellen og delte den samme V12-motor. Bilen er opkaldt efter en spansk tyr, Murciélago, der overlevede 28 lansestik under en tyrefægtning.
Den første murcielago ydede 580 HK, det gav en acceleration fra 0-100 km/t på 3,8 sekunder og en topfart på 330 km/t. I 2006 afslørede lamborghini en faceliftet version af murcielago med betegnelsen lp640-4, hvilket betyder at motoren er placeret bag føreren og de 640 hestekræfter samt firhjulstrækket. Nu var accelerationstiden fra 0-100 nede på 3,3 sekunder og topfarten 340 km/t. 
I 2009 præsenterede lamborghini det der skulle være den sidste murcielago. Bilen skulle bygges som en letvægts og mere ekstrem version end de tidligere modeller. Bilen hed nu lp670-4 Supver Veloce eller SV. SV betegnelsen fandtes også på de ældre lamborghini modeller deriblandt Diablo SV og Miura SV. SV modellerne er mere ekstreme og er efter første prioritet bygget med henblik på banekørsel. Disse SV modeller bygges altid som den sidste model i en v12 lamborghinis produktions år, undtaget Aventador der kom også en SVJ Model (Super Veloce Jota).
I 2011 presenterede lamborghini afløseren til murcielago ved geneva motorshow. Bilen med navnet Aventador er både lettere end den normale murcielago og har flere hestekræfter og bedre performance. Lamborghini regner med at producere 4000 enheder

## Ekstern henvisning
- Wikimedia Commons har flere filer relateret til Lamborghini Murciélago

| Stub | Spire Denne bilrelaterede artikel er en spire som bør udbygges. Du er velkommen til at hjælpe Wikipedia ved at udvide den. |